# Darryl Carlton
(en) Statistiques sur pro-football-reference
Darryl Marvin Carlton (né le 24 juin 1953 et mort le 21 avril 1994 à Bartow) est un joueur américain de football américain.

## Carrière

### Université
Carlton fait ses études à l'université de Tampa, jouant avec l'équipe de football américain des Spartans.

### Professionnel
Darryl Carlton est sélectionné au premier tour du draft de la NFL de 1975 par les Dolphins de Miami au vingt-troisième choix. Pour sa première saison en professionnel, il joue quatorze match avant de devenir titulaire au poste d'offensive tackle. Après la saison 1976, il est libéré et signe avec les Buccaneers de Tampa Bay, étant titulaire pendant deux saisons. Lors de la saison 1979, il joue deux matchs et n'est pas gardé dans l'effectif.